# Lubnā al-Kātiba
Lubnā al-Kātiba, nota anche con lo pseudonimo di Lubnā di Cordoba (in arabo لبنى القرطبية‎?) (fl. X secolo), è stata una kātiba (scriba e calligrafa), poetessa, grammatica e matematica araba di al-Andalus vissuta durante la seconda metà del X secolo a Cordova.

## Biografia
Le informazioni relative alla vita di Lubnā sono estremamente limitate. È noto che fu un'intellettuale andalusa nata nella seconda metà del X secolo, durante il califfato di 'Abd al-Raḥmān III e probabilmente crebbe nel suo palazzo (Madīnat al-Zahrā). Liberata dalla sua condizione di schiavitù (liberta) nel 961 dal califfo Al-Hakam II, fu educata come scriba e in seguito assunse il ruolo di copista e segretaria presso la Biblioteca Reale di Cordova. Qui le sue mansioni includevano la scrittura e la traduzione di numerosi manoscritti, oltre alla redazione delle lettere personali del califfo.
Lubnā nutriva una profonda brama di conoscenza ed era dotata di un'ottima memoria fotografica: eccelse sia nel campo scientifico sia in quello umanistico, tanto da essere considerata la più grande intellettuale del tardo X secolo.

## Contesto storico

### Il califfato di Cordova nel X secolo
Dopo l'invasione islamica del 711, Cordova divenne la capitale dei domini arabi di Spagna (gli omayyadi) e raggiunse il suo massimo splendore quando 'Abd al-Raḥmān III (912-961) fondò il Califfato di Cordova. Alla sua morte gli successe suo figlio al-Hakam II, che intraprese campagne militari vittoriose contro il re di León e Castiglia e contro quello di Navarra, firmando nel 966 una pace destinata a durare nel tempo. Così avvenne anche contro i Fatimidi d'Egitto e gli Idrisidi marocchini. Inoltre, in continuità con il suo predecessore, stabilì proficui rapporti con Bisanzio, Baghdad e Il Cairo. Fu un gran protettore delle scienze e delle arti, fondando una ricca biblioteca nella sua capitale, che divenne il centro più importante della scienza islamica occidentale; inoltre, portò avanti i progetti del padre, restaurando il palazzo reale di Madīnat al-Zahrāʾ aggiungendo 12 nuove colonne e costruendo la Grande Moschea di Cordova, che divennero simboli dell'arte islamica per la loro bellezza.

### Lubnā e le donne alla corte di al-Hakam II
Nel periodo di esistenza del califfato di Cordova (929-1031), circa 127 donne sono state attestate nella parte orientale della città come addette alla copiatura del Corano in cufico, mentre altre ebbero un ruolo attivo come amanuensi presso la corte dei califfi (schiave o liberte), il cui compito era quello di redigere lettere e altri documenti ufficiali. Il professor Julián Ribera (1858-1934) sostenne che il motivo del loro frequente impiego fosse legato unicamente a questioni di profitto, dato che venivano pagate meno degli uomini. Tuttavia, il loro ruolo all'interno della società non risulta affatto marginale dato che centinaia di loro erano letterate. La serie biografie incorporate da Al-Maqqarī nel Nafh al-tib, mettono in evidenza che nessuno schiavo in al-Andalus le eguagliava in saggezza, educazione, capacità poetica e conoscenze letterarie. Purtroppo non rimane traccia del loro lavoro, poiché non avevano il permesso di firmare i propri lavori. Dalla sua ascesa al potere nel 961, al-Hakam II divenne un mecenate delle scienze e delle arti che si impegnò particolarmente al mantenimento della pace. Il suo entourage era composto da molte donne istruite come scribe, a cui affidò ruoli di primo piano. Tra queste si distinse Lubnā, che oltre ad avere funzioni designate dal califfo, era una matematica, a cui quest'ultimo assegnò il compito di istruire i bambini delle classi meno abbienti, creando una scuola itinerante con cavalli per promuovere l'alfabetizzazione nei quartieri poveri della città. Si stima che nel corso di vent'anni abbia contribuito all'istruzione di circa tremila bambini, insegnando loro le competenze essenziali di lettura, scrittura e le quattro operazioni aritmetiche di base.

## Omaggi e riconoscimenti
Nel 2019 il comune di Cordova dedica una strada all'intellettuale andalusa, intitolandola Escriba Lubna.